# لنستفراید ایم مکاین
لنستفراید ایم مکاین (به انگلیسی: Llansantffraid-ym-Mechain) یک روستا در بریتانیا است که در پویس واقع شده‌است.